# Амела Зуковић
Амела Зуковић (Сарајево, 18. новембар 1963) босанскохерцеговачка је пјевачица народне музике.
Хитови су јој Ти ме чекај, Амела, Љубила сам забрањено, Узми ме мајко у крило своје, Најљепша Циганка, Ја сам ти у грудима, Ако нисам ја тебе вољела, Жена без имена, Ти имаш љубав нову, Туђе усне, Ти можеш наћи хиљаду других, Жена као ја, Мајко, А сад би ме женио и др., као и интерпретација Ноћас ми срце пати.

## Биографија
Рођена је 18. новембра 1963. године у Сарајеву.

### Образовање и музичка каријера
Основну школу је завршила у родном Сарајеву. У дјетињству је имала намјеру да постане учитељица. Из средње саобраћајне школе се исписала јер је посјећивала кафанске тезге.
Од етаблираних умјетника избор су јој Здравко Чолић и Вида Павловић (ромска музика је на њу оставила трага па је и снимила албум наслова Кармен Циганка 1987. године, са пјесмама Мухарема Сербезовског). Има дуете и са Халидом Муслимовићем (Олуја се спрема, са албума Нека љубав царује) и Шерифом Коњевићем (Жена као ја, са истоименог албума). Пјесму То није са са пјевала је уживо у новогодишњем програму ТВСА за дочек Нове 1985. На свом Јутјуб каналу објавила је три пјесме без спота: године 2014. Како ћу, 2015. Натенане и 2016. Жена мајка. На исти начин је 2017. године објавила спот за пјесму Момачко вече (са албума Жена без имена из 2002).
На Фестивалу нове народне пјесме ЛИРА отпјевала је 2016. пјесму Издржаћу, а 2018. Чекала сам.

## Приватни живот
Има једног сина. Омиљена књига јој је Тврђава Меше Селимовића.

## Дискографија
| Студијски - Имена ти не знам / Амела (1983, Дискотон) - Из ината (1985, Дискотон) - Кармен Циганка (1987, Дискотон) - Нека љубав царује (1989, Дискос) - Зоро моја, зоро плава (1991, Дискотон) - Дијете Сарајева (1993, МАМ) - Важи ил’ не важи (1994, Сани) - Тебе срећа прати (1995, ?) - Жена као ја (1996/97, Аваз) - Краљица без круне (1998/99, Нимфа саунд) - Дај, дај, играј ти (2000, Евро саунд) - Жена без имена (2002, НП мјузик) - Бићу крива (2005, Реноме) - Новине (2006, ?) - Одиграно погрешно (2009, Реноме) | Синглови и ЕП-ови - Најдражи мој / Ти можеш наћи хиљаду других (1982, Дискотон) Компилације - Највећи хитови (2011, Есктра мјузик) — са Мирсадом Чизмић - Ноћас пијем због тебе / Још увијек га волим (?, МАМ) — са Рифатом Тепићем | \| Спот \| Год. \| Режисер \| \| ------------------ \| ---- \| -------------- \| \| То није са са са \| 1984 \| Renome \| \| А сад би ме женио \| ? \| EMDC \| \| Амела \| ? \| EMDC \| \| Бићу крива \| 2006 \| EMDC \| \| Новине \| 2007 \| EMDC \| \| Момачко вече \| 2017 \| EMDC \| \| Туђе усне \| 2017 \| Hayat \| \| Приђи ми приђи \| 2017 \| Hayat \| \| Ти имаш љубав нову \| 2017 \| Hayat \| \| Љубав просила \| 2022 \| Анис Мујановић \| |
| Спот | Год. | Режисер |
| То није са са са | 1984 | Renome |
| А сад би ме женио | ? | EMDC |
| Амела | ? | EMDC |
| Бићу крива | 2006 | EMDC |
| Новине | 2007 | EMDC |
| Момачко вече | 2017 | EMDC |
| Туђе усне | 2017 | Hayat |
| Приђи ми приђи | 2017 | Hayat |
| Ти имаш љубав нову | 2017 | Hayat |
| Љубав просила | 2022 | Анис Мујановић |

## Фестивали
- 1983. Илиџа — Ти си сунце мога неба
- 1990. Вогошћа, Сарајево — Стотине суза
- 1998. Бихаћ — Даруј ми га, Боже
- 2001. Бихаћ — Не можеш да правиш лом
- 2009. Бихаћ — Ја нисам ти[8]
- 2009. Вогошћа, Сарајево — Црна ружа
- 2014. Бихаћ — Туђе усне[9]
- 2016. Лира, Београд — Издржаћу[6]
- 2018. Лира, Београд — Чекала сам[7]